# Kuva-yi Milliye
 Kuvâ-yi Milliye  (Forțele Naționale ori Forțele Naționaliste) este numele purtat de forțele neregulate sau gherilele turce  din fazele inițiale ale Războiului de Independență al Turciei. Aceste forțe neregulate au fost formate după ocuparea țării de către forțele aliate ca urmare a înfrângerii Imperiului Otoman în Primul Război Mondial. Cu trecerea timpului, Kuva-yi Milliye a fost integrată în armata regulată  (Kuva-yi Nizamiye) cunoscută și ca Armata  Marii Adunări Naționale a Turciei  (Büyük Millet Meclisi Ordusu ). În unele lucrări istorice, prima fază a Războiului de Independență mai este numită și "'faza 'Kuva-yi Milliye".

## Istoric
După semnarea Armistițiului de la Mudros, Imperiul Otoman a fost împărțit între aliați. Grecia a ocupat partea de sud-vest, Regatul Unit capitala și partea de sud-est, Italia și Franța sudul țării. Kuva-yi Milliye s-a afirmat ca prima grupare militară care s-a ridicat la lupta pentru apărarea drepturilor otomanilor în Anatolia și Rumelia. Milițiile otomane au fost constituite la început din ofițeri și soldați otomani dezertori din armata imperială. Primele acțiuni armate ale Kuva-yi Milliye pot fi considerate cele generate de debarcarea grecilor de la Smirna (Izmir). 
În rândurile mișcării de rezistență s-au înrolat turcii care se opuneau împărțirii Anatoliei conform prevederilor Tratatului de la Sèvres. În timpul luptelor războiului franco-turc, Kuva-yi Milliye a fost aproape în exclusivitate singura forță turcă implicată în lupte. În vestul Anatoliei, în luptele împotriva forțelor elene, Kuva-yi Milliye s-a remarcat prin atacuri de tip „lovește și fugi”. Aceste atacuri au permis încetinirea înaintării armatei elene în Anatolia, până la formarea unei puternice armate regulate turcești.

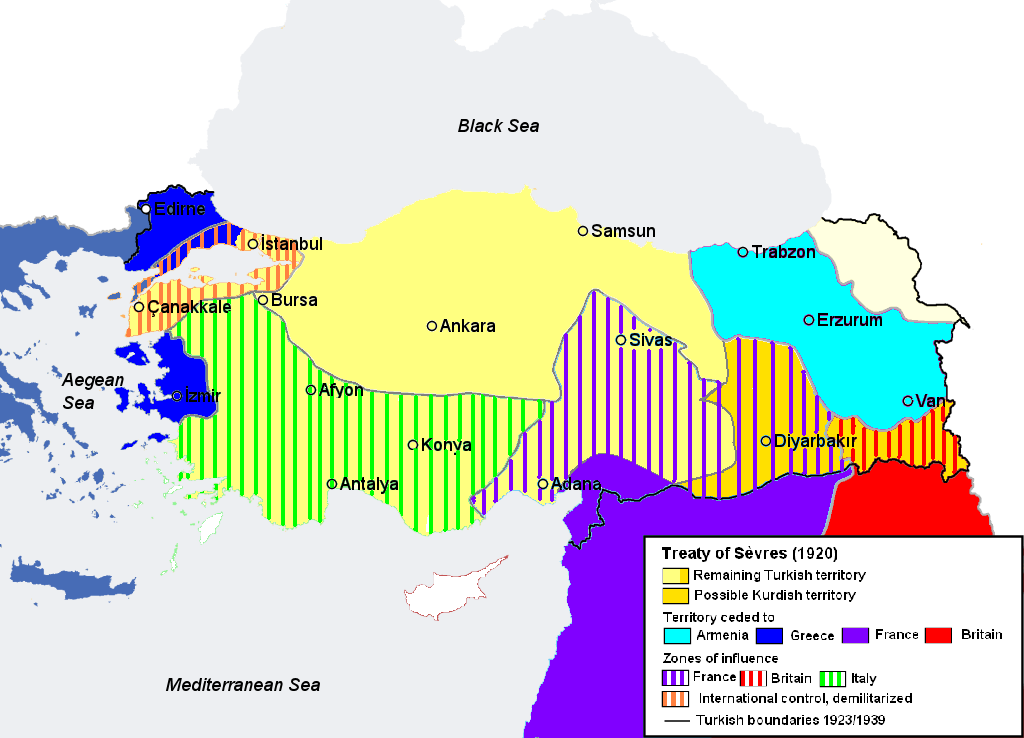
Frontierele stabilite de Tratatul de la Sèvres

## Bătălia de la Gediz  și desființareaKuva-yi Milliye
Deși Kuva-yi Milliye au fost primele forțe de rezistența împotriva forțelor aliaților, Mustafa Kemal a hotărât să o desființeze mai târziu. 
Luptătorii Kuva-yi Milliye se remarcau printr-un nivel scăzut al disciplinei. Kuva-yi Milliye nu putea face față luptelor în câmp deschis împotriva armatelor regulate. Până în septembrie 1920, milițiile turce au trebuit să facă față înaintării armatei elene mai numeroase și mai bine instruite și înarmate. Raportul de forțe în 1920 era de 107.000 soldați greci față de 15.000 de gherile turce. Marea Adunare Națională a Turciei a preluat sarcina reconstruirii armatei naționale prin unirea și reorganizarea diferitelor grupuri ale Kuva-yi Milliye. Kuva-yi Milliye a fost desființată spre sfârșitul anului 1920, deși unele grupuri de gherilă au continuat să lupte pe cont propriu împotriva francezilor până în 1921. Noua armată regulată turcă și-a făcut botezul focului împotriva grecilor în Prima bătălie de la İnönü. 

## Rebelii
Unele grupuri ale Kuva-yi Milliye, cel mai cunoscut  fiind Kuva-yi Seyyare condus de Çerkes Ethem, au refuzat să se integreze în forțele regulate turce și s-au răsculat împotriva guvernului de la Ankara. Armata guvernului de la Ankara au înfrânt în cele din urmă forțele lui  Çerkes Ethem, chiar dacă acestea au cooperat la un moment dat cu armata greacă.

## Vedeți și
- Kuva-i Inzibatiye

## Resurse internet
- Kadir Kasalak, “Kuva-yı Milliye'nin Askeri Açıdan Etüdü”, ATATÜRK ARAȘTIRMA MERKEZİ DERGİSİ, Sayı 42, Cilt: XIV, Kasım 1998, Türkiye Cumhuriyeti'nin 75. Yılı Özel Sayısı.